# Gnarpsån
Gnarpsån är en medelstor å i Nordanstigs kommun i norra Hälsingland. Ån rinner huvudsakligen österut, passerar strax söder om Gnarp och mynnar i Bottenhavet vid Sörfjärden. Längd ca 40 km inklusive källflödena Gränsforsån och Annån. Gnarpsåns avrinningsområde är 229 km².